# Spencer Ware
Spencer Ware (Eunice, Luisiana, Estados Unidos, 23 de noviembre de 1991) es un jugador profesional de fútbol americano. Actualmente es agente libre.

## Carrera deportiva
Spencer Ware proviene de la Universidad Estatal de Luisiana y fue elegido en el Draft de la NFL de 2013, en la ronda número 6 con el puesto número 194 por el equipo Seattle Seahawks.
Ha jugado en los equipos Kansas City Chiefs y Seattle Seahawks.

## Estadísticas generales
| Yardas | Touchdowns | Promedio |
| 1580   | 11         | 4.6      |